# Maggy
Maggy  (マギー?, Magī), pseudonimo di Natsuki Margaret Gibb (ギブ・奈月・マーガレット?, Gibu Natsuki Māgaretto; Kanagawa, 14 maggio 1992), è una modella e personaggio televisivo giapponese, rappresentata dall'agenzia LesPros Entertainment.

## Biografia
Nata in Giappone da madre giapponese e padre canadese (l'attore e narratore Iain Gibb), dopo il divorzio dei genitori si trasferisce insieme al padre ad Halifax, in Canada, città natale di quest'ultimo. All'età di quattro anni torna in Giappone col padre, a Kyoto, prima di cambiare nuovamente residenza stabilendosi a Yokohama.
Nel 2008, all'età di sedici anni, intraprende la carriera nel mondo dello moda quando viene scritturata dall'agenzia di talenti LesPros Entertainment. Debutta in televisione l'anno seguente nel programma sportivo della Fuji TV Sport!, grazie al quale si fa notare dal grande pubblico.
Da allora prende parte regolamentate a numerosi show televisivi, tra cui Hirunandesu! e Buzz Rhythm, quest'ultimo in veste di conduttrice a fianco di Hidetomo Masuno. Inoltre partecipa spesso ad eventi di moda come il Tokyo Girls Collection, e fa parte della scuderia di modelle delle riviste Vivi e Cutie.
Il 20 settembre 2020, Maggy ha avviato un canale YouTube chiamato Maggie's Beauty and the Speed. I video parlano di automobili e dei suoi hobby e principalmente in giapponese. Al 24 maggio 2022 il canale conta 95,8 mila iscritti.

## Televisione
- Sport! (すぽると!?, Suporuto!) (Fuji TV, 2009)
- Chikyū TV El Mundo (地球テレビ エル・ムンド?, Chikyū terebi Eru mundo) (NHK, 2011)
- Tokyo Sky Tree Town MX Pride Live (東京スカイツリータウン® MXご自慢ライブ?, Tōkyō sukaitsurītaun MX go jiman raibu) (Tokyo MX, 2012, conduttrice[10])
- Harajuku Nest Café (原宿ネストカフェ?, Harajuku nesuto kafe) (TBS, 2012-2013)
- Rocket Live (ロケットライブ?, Roketto raibu) (Fuji TV, 2012-2013)
- Location Hunting (ロケハン。?, Rokehan.) (TV Tokyo, 2013)
- Hirunandesu! (ヒルナンデス!?) (NTV, dal 2014 - in corso)
- Buzz Rhythm (バズリズム?, Bazurizumu) (NTV, dal 2015 - in corso, conduttrice con Hidetomo Masuno)
- Wazawaza iu TV (わざわざ言うテレビ?) (TV Osaka, dal 2015 - in corso)
- Kono satte nan desu ka? (この差って何ですか??) (TBS, dal 2015 - in corso, ospite semiregolare)